# Марасолеха
Марасолеха (ісп. Marazoleja) — муніципалітет в Іспанії, у складі автономної спільноти Кастилія-і-Леон, у провінції Сеговія. Населення — 128 осіб (2010).
Муніципалітет розташований на відстані близько 80 км на північний захід від Мадрида, 17 км на захід від Сеговії.

## Демографія
Динаміка населення (INE ):